# Synema bishopi
Synema bishopi là một loài nhện trong họ Thomisidae.
Loài này thuộc chi Synema. Synema bishopi được Lodovico di Caporiacco miêu tả năm 1955.